# The Doughnut in Granny's Greenhouse
The Doughnut in Granny's Greenhouse è il secondo album della Bonzo Dog Doo-Dah Band pubblicato nel 1968. Negli Stati Uniti l'album venne pubblicato sotto il nome di Urban Saceman. Nel 2007 l'album venne ripubblicato in CD dalla EMI.

## Tracce
Lato A
1. We Are Normal – 4:49
2. Postcard – 4:21
3. Beautiful Zelda – 2:26
4. Can Blue Men Sing the Whites? – 2:47
5. Hello Mabel – 2:45
6. Kama Sutra – 0:39

Lato B
1. Humanoid Boogie – 3:03
2. Trouser Press – 2:20
3. My Pink Half of the Drainpipe – 3:33
4. Rockaliser Baby – 3:29
5. Rhinocratic Oaths – 3:21
6. Moustachioed Daughters – 3:52

### Tracce bonus della nuova edizione del 2007
1. Blue Suede Shoes
2. Bang Bang
3. Alley Oop
4. Canyons of Your Mind
5. Mr. Apollo